# Christopher Bush
Christopher Bush (* 15. Dezember 1885 in Great Hockham, Norfolk; † 1973) war ein britischer Autor von Kriminalromanen und -erzählungen.

## Leben und Wirken
Bush besuchte die Dorfschule in Great Hockham und erhielt ein Stipendium zum Besuch der Thetford Grammar School; anschließend studierte er moderne Sprachen am King’s College London. Danach arbeitete er zunächst als Lehrer und wurde zum Militärdienst im Ersten Weltkrieg eingezogen. Er schrieb insgesamt 63 Kriminalerzählungen und Kurzromane, in deren Mittelpunkt seine literarische Figur Ludovic Travers steht und die von 1926 bis 1968 in Großbritannien und in den Vereinigten Staaten erschienen sind. Ferner veröffentlichte Bush ab 1934 sechs Erzählungen über das ländliche Leben in Breckland unter dem Pseudonym Michael Home, ferner die drei autobiographischen Erzählungen Autumn Fields, Spring Sowing und Winter Harvest.

## Publikationen (Auswahl)

### Kriminalerzählungen
- The Perfect Murder Case. William Heinemann,  London 1929.
- The Case of the Tudor Queen. Cassell & Co Ltd, London 1938.
- The Case of The Hanging Rope. Cassell & Co Ltd, London 1939.
- The Case of the Second Chance. Macdonald, London 1946.
- The Case of the Purloined Picture.Macmillan, New York 1951.
- The Case of the Fourth Detective. Macdonald, London 1951.
- The Case of the Frightened Mannequin. Macmillan, New York 1951.
- The Case of the Amateur Actor. MacMillan, New York 1956
- The Case of the Russian Cross. MacMillan, New York 1957
- The Case of the Triple Twist. MacMillan (Cock Robin Mystery), New York 1958.
- The Case of the Grand Alliance. Macdonald, London 1964.
- The Case of the Jumbo Sandwich. Macdonald & Co, London 1965.

### Übersetzungen (Auswahl)
- Der Mord in Hampstead Erzählung. In: Mary Hottinger (Hg.): Noch mehr Morde. Neue Kriminalgeschichten aus England und Amerika von Dorothy Sayers bis Peter Cheyney. Zürich: Diogenes, 1963.
- Da schrillte das Telefon. Kriminal-Roman. Dt. Übertr. von Günter Stephan, Berlin, Amsel-Kriminal-Romane, 1955.
- Grab ohne Toten. Bern, Alfred Scherz (Die schwarzen Kriminalromane Nr. 196), 1963
- Bis Gras darüber wuchs. Kriminalroman. Aus dem Englischen von Maria Meinert. Bern, Scherz (Die schwarzen Kriminalromane, Band 212), 1964.
- Der Mann, der zweimal starb. Kriminalroman. Übertr. aus d. Engl. von Brigitte Fock-Henneberg. Bern, München, Wien, Scherz, 1965.